# Fuerza de Tarea Macabea
La Fuerza de Tarea Macabea (FTM) (en inglés: Maccabee Task Force) es un grupo dedicado a la captación de fondos, orientado contra el movimiento de Boicot, Desinversiones y Sanciones (BDS). La fuerza de tarea es financiada en gran parte por Myriam Adelson, la viuda del empresario y filántropo Sheldon Adelson.

## Historia

### Fundación
FTM se fundó en 2015. Sheldon Adelson expresó interés en la formación de tres componentes en la Fuerza de Tarea Macabea: Un primer grupo de donantes creado para hacer posible la financiación, un segundo grupo de activistas en el campus creado para promover los esfuerzos de la organización sobre el terreno, y un tercer grupo creado especialmente para investigar a las organizaciones contrarias al Estado de Israel, presentes y activas en el campus, para presentar posibles demandas legales contra ellas. 

### Objetivos
Adelson tenía como objetivo oponerse al movimiento de Boicot, Desinversiones y Sanciones (BDS), a los Estudiantes por la Justicia en Palestina, y a la Asociación de Estudiantes Musulmanes en el campus.

### Financiación
Dejando su puesto como ejecutivo en Cristianos Unidos por Israel (en inglés estadounidense: Christians United For Israel) (CUFI), David Brog se unió como ejecutivo a la fuerza de tarea en 2015. La recaudación de fondos inicial para la Fuerza de Tarea Macabea, recaudó más de $50 millones de dólares. En 2018, Brog seguía siendo director ejecutivo.

### Expansión
La organización concentró sus esfuerzos en seis campus de California hasta 2016, expandiéndose a veinte campus en 2017. Brog anunció que al final del año escolar 2018-2019, la fuerza de tarea se expandiría a más de 100 escuelas. En 2019, la FTM anunció que se expandiría internacionalmente en 2020, aunque no especificó a qué países.

## Relación con otras organizaciones

### Act.il
La FTM es uno de los principales patrocinadores de Act.il, un grupo de voluntarios que destaca y difunde información y propaganda sionista) en línea.

### PragerU
La fuerza de tarea es uno de los mayores donantes de PragerU, un sitio web conservador. PragerU ha promocionado a la Fuerza de Tarea Macabea en algunos de sus videos.